# Кордунер, Лазарь Исаакович
Лазарь Исаакович Корду́нер (1901—1946) — советский инженер-механик.

## Биография

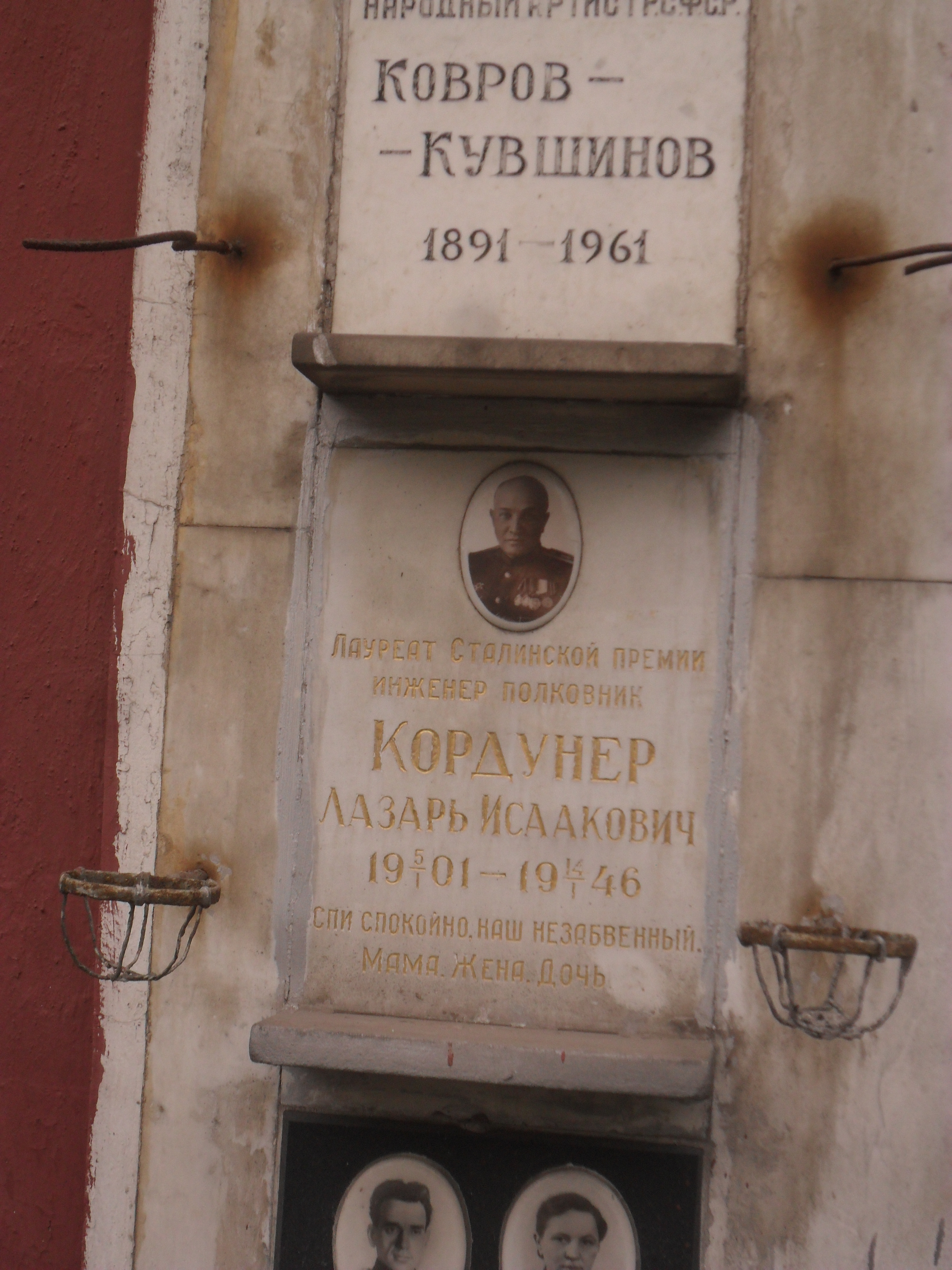
Плита колумбария Кордунера на Новодевичьем кладбище Москвы.

Родился 5 января 1901 года в Виннице (ныне Украина). В 1920—1922 годах служил в РККА. В 1923 году Кордунер окончил Николаевский судостроительный институт, после чего работал на Николаевском ССЗ, прошёл путь от техника до начальника технического отдела завода. С 1930 года работал ответственным исполнителем отдела проектирования, заместителем начальника цеха, главным механиком ХТЗ. В 1936—1937 годах Кордунер занимал должность главного инженера КоломенскогоМСЗ, в 1938—1940 годах был главным механиком завода пишущих машин, главным инженером СТЗ. В 1940—1941 годах он вновь работал на ХТЗ главным инженером.
С 1941 года Кордунер работал главным инженером Сталинградского завода № 264, а с июля 1942 года — главным инженером Уральского танкового завода № 183 в Нижнем Тагиле. Под его руководством на заводе внедрялись поточно-конвейерные методы производства. Во время Великой Отечественной войны Кордунер внёс существенный вклад в совершенствование технологий производства танков «Т-34», в частности, внедрение автоматической сварки. Организовал и руководил журналом «Технический бюллетень» на Уральском танковом заводе. Инженер-полковник.
В декабре 1945 года переведён в Москву. Скоропостижно скончался 14 января 1946 года, похоронен в колумбарии Новодевичьего кладбища Москвы.

## Награды и премии
- Сталинская премия первой степени (1946 — посмертно) — за коренное усовершенствование технологии и организацию высокопроизводительного поточного метода производства средних танков при значительной экономии материалов, рабочей силы и снижении себестоимости[2]
- два ордена Ленина
- орден Отечественной войны I степени
- орден Кутузова II степени
- орден Трудового Красного Знамени
- медали[1].